# 薩德日夫卡
49°9′17″N 24°54′59″E / 49.15472°N 24.91639°E
薩德日夫卡（羅馬化：Sadzhivka）是烏克蘭西部捷爾諾波爾州喬爾特基夫區莫納斯特里斯卡市鎮的村莊，始建於1905年，面積1.53平方公里，2001年人口151，人口密度每平方公里98人。